# Garbacz-Skała
Garbacz-Skała – część wsi Garbacz w Polsce, położona w województwie świętokrzyskim, w powiecie ostrowieckim, w gminie Waśniów.
W latach 1975–1998 Garbacz-Skała administracyjnie należała do województwa kieleckiego.